# Benno Elbs
Mons. Benno Elbs (* 16. října 1960, Bregenz) je rakouský římskokatolický kněz a biskup Feldkirchu. Od léta 2023 je též apoštolským administrátorem lichtenštejnské arcidiecéze Vaduz.

## Život
Narodil se 16. října 1960 v Bregenzu. Maturoval Bundesgymnasium Gallusstraße a poté studoval na Innsbrucké univerzitě teologii, a navíc také psychologii. Absolvoval s diplomem z logoterapie a je vyškoleným psychoterapeutem. Dne 16. května 1986 byl biskupem Brunem Wechnerem vysvěcen na kněze a stal se kaplanem farnosti Mariahilf v Bregenzi. Roku 1986 získal doktorát z teologie s disertační prací o svátosti smíření. Roku 1989 byl jmenován spirituálem Studieninternats Marianum v Bregenzi a o rok později se stal jeho rektorem. Od roku 1994 začal působit v pastoračním úřadě v diecézi Feldkirch, kde se stal členem sboru poradců a finančním ředitelem. Dne 4. července 2005 jej biskup Elmar Fischer jmenoval generálním vikářem diecéze Feldkirch. Dne 16. srpna 2006 byl papežem Benediktem XVI. jmenován Prelátem Jeho Svatosti. Po rezignaci biskupa Fischera roku 2011 byl zvolen diecézním administrátorem.
Dne 8. května 2013 jej papež František ustanovil biskupem Feldkirchu. Biskupské svěcení přijal 30. června 2013 z rukou arcibiskupa Aloise Kothgassera a spolusvětiteli byli kardinál Christoph Schönborn a biskup Elmar Fischer.